# Kapfenberger SV
Kapfenberger SV (plným jménem Kapfenberger Sportvereinigung Superfund) je rakouský fotbalový klub z města Kapfenberg. V sezoně 2007/2008 vyhrál rakouskou 1. ligu a postoupil do nejvyšší soutěže - bundesligy. Hraje na stadionu Franze Feketeho s kapacitou 12 000 diváků, klubovými barvami jsou červená a bílá.
Klub byl založen roku 1919 jako Kapfenberger SC. V roce 1947 získal svůj dnešní název Kapfenberger SV.